# Mechau
Mechau is een plaats en voormalige gemeente in de Duitse deelstaat Saksen-Anhalt, en maakt deel uit van de Landkreis Altmarkkreis Salzwedel.
Mechau telt 275 inwoners.

## Geschiedenis
De toenmalige zelftstandige gemeente Mechau is op 1 januari 2011 geannexeerd door de stad Arendsee (Altmark).